# 数理の翼
数理の翼（すうりのつばさ）は、福岡県に事務所を置く、科学教育系NPO法人である。

## 概要
数理科学の分野における創造の芽を育み、若い力でそれを発展させていく機会とすることを目的に掲げ、数理科学に関するセミナー（数理の翼夏季セミナー）を開催している。
1982年に数理の翼夏季セミナーの卒業生達が集まって湧源クラブ（ゆうげんくらぶ）を組織し、セミナーの運営・企画を担うようになっていった。

## 活動
数理科学に関するセミナーを開催している。
- 数理の翼夏季セミナー（後述）
- 数理の翼福岡セミナー
- 数理の翼冬季セミナー（後述）
- 数理の翼ワークショップ

## 沿革
数理の翼夏季セミナー、数理の翼福岡セミナーは、本法人設立前から開催されている。これらの沿革も含めて記述する。
- 1980年8月8日 - フィールズ賞受賞数学者の広中平祐により第1回数理の翼夏季セミナーが開催。
- 1984年12月4日 - 財団法人数理科学振興会設立[1]。以降の数理の翼夏季セミナー(第6回以降)は数理科学振興会が主催となる。
- 2001年5月13日 - 任意団体としての数理の翼設立。
- 2001年10月1日 - NPO法人として内閣府の認証を受ける[2]。以降の数理の翼夏季セミナー(第23回以降)は本法人が主催となる。
- 2007年7月1日 - 認定特定非営利活動法人として国税庁長官の認定を受ける[3]。

## 数理の翼夏季セミナー
毎年8月に本法人が主催する、数理科学に強い意欲・関心を持つ高校生（一部大学生）を対象とした合宿セミナーである。日本全国各地から数学・理科等に優れた素質と強い関心を持つ高校生・大学生等が招待される。
開催翌年の冬～春頃、東京出版の月刊誌大学への数学に開催報告記事や講義録が掲載されることがある。

### 過去の数理の翼夏季セミナー
- 第1回　　1980年8月8日～12日　　栃木県那須（参加者46名）
  - 主な講師：広中平祐、佐藤信、柏木恭忠、合田周平
- 第2回　　1981年8月10日～15日　　石川県加賀（参加者54名）
  - 主な講師：広中平祐、太田朋子、原広司、柏木恭忠
- 第3回　　1982年8月3日～8日　　長野県志賀高原（参加者54名）
  - 主な講師：広中平祐、石田惠一、本間龍雄、長坂武夫、藤井明
- 第4回　　1983年8月4日～10日　　北海道亀田郡七飯町大沼（参加者56名）
  - 主な講師：広中平祐、盛田フミ、北村章、東晃
- 第5回　　1984年8月9日～14日　　韓国ソウル（参加者61名）
  - 主な講師：広中平祐、廣瀬通孝、李起安、金炅春
- 第6回　　1985年8月5日～11日　　秋田県田沢湖（参加者62名）
  - 主な講師：広中平祐、小田忠雄、大家寛、瀬谷重信
- 第7回　　1986年8月16日～22日　　広島県似島（参加者61名）
  - 主な講師：広中平祐、今村詮、梶川泰司、岡本清郷、陳旭彦
- 第8回　　1987年8月17日～23日　　富山県立山（参加者66名）
  - 主な講師：広中平祐、西垣通、佐伯胖、吉良健二
- 第9回　　1988年8月4日～10日　　京都府北桑田郡京北町（参加者67名）
  - 主な講師：塩田隆比呂、吉村作治、広中平祐、斎藤恭司、中村桂子
- 第10回　　1989年8月5日～15日　　オーストラリア（参加者118名）
  - 主な講師：小林正典、鶴見智、美馬義亮、藤波順久
- 第11回　　1990年8月6日～12日　　大分県湯布院（参加者72名）
  - 主な講師：広中平祐、中馬清福、古庄ゆき子、Lawrence、Glashow
- 第12回　　1991年8月4日～10日　　岐阜県乗鞍（参加者75名）
  - 主な講師：甘利俊一、ロナルド・グラハム、桑野幸徳、渡辺博之、ピーター・フランクル、三井旭
- 第13回　　1992年8月5日～11日　　北海道亀田郡七飯町大沼（参加者74名）
  - 主な講師：合原一幸、千本倖生、ピーター・フランクル、Yuri M. Kagan、広中平祐
- 第14回　　1993年8月6日～12日　　山口県徳地（参加者70名）
  - 主な講師：Bernard Teissier、Le Dung Trang、武者利光、堀川穎二、Bert Engelkemier
- 第15回　　1994年8月4日～11日　　岡山県吉備高原（参加者78名）
  - 主な講師：Mitchell Feigenbaum、吉成真由美、養老孟司、利根川進、廣瀬通孝、松本元、北野宏明、広中平祐
- 第16回　　1995年8月3日～9日　　茨城県筑波（参加者74名）
  - 主な講師：多田富雄、深谷賢治、岡田節人、Bonnie Ann Berger、松本幸夫、佐藤勝彦
- 第17回　　1996年8月3日～10日　　大分県玖珠郡九重町（参加者73名）
  - 主な講師：三村昌泰、坂村健、眞崎知生、河合光路、秋山仁、山川烈、宮岡洋一
- 第18回　　1997年8月5日～11日　山口県玖珂郡由宇町（参加者73名）
  - 主な講師：砂田利一、黒川信重、平本俊郎、小田忠雄、梅園和彦
- 第19回　　1998年8月5日～12日　福岡県福岡市志賀島（参加者79名）
  - 主な講師：伊藤正男、北野宏明、松本元、市川道教、北澤宏一、加藤和也、香山リカ、広中平祐
- 第20回　　1999年8月7日～13日　北海道亀田郡七飯町大沼（参加者87名）
  - 主な講師：村上陽一郎、荒木不二洋、吉永良正、舛本寛、広中平祐
- 第21回　　2000年8月18日～22日　京都府北桑田郡京北町（参加者41名）
  - 主な講師：石浦章一、宍倉光広、山岸久一
- 第22回　　2001年8月7日～11日　広島県東広島市（参加者43名）
  - 主な講師：長谷川眞理子、藤原一宏、小宮山真、西和彦
- 第23回　　2002年8月16日～20日　三重県志摩町（参加者40名）
  - 主な講師：松原仁、宮岡礼子、白川英樹、岸本忠三
- 第24回　　2003年8月2日～7日　米国ハワイ州（参加者43名）
  - 主な講師：尾島巌、景山浩二、栗田敬、戸塚洋二
- 第25回　　2004年8月6日～12日　北海道亀田郡七飯町大沼（参加者48名）
  - 主な講師：上野健爾、唐木幸子、佐藤勝彦、辨野義己
- 第26回　　2005年8月6日～12日　東京都渋谷区（参加者53名）
  - 主な講師：白川英樹、和田英一、広中平祐、大島まり、前田典子
- 第27回　　2006年8月7日～12日　広島県東広島市（参加者50名）
  - 主な講師：生田幸士、郷通子、佐古和恵、戸田山和久、神沼二眞
- 第28回　　2007年8月7日～12日　北海道亀田郡七飯町大沼（参加者56名）
  - 主な講師：ピーター・フランクル、天羽優子、大隅典子、川合光
- 第29回　　2008年8月15日～19日　京都府京都市（参加者52名）
  - 主な講師：巌佐庸、小谷元子、米谷民明
- 第30回　　2009年8月7日～11日　大分県玖珠郡（参加者54名）
  - 主な講師：濱中裕明、広中平祐
- 第31回　　2010年8月6日～11日　北海道函館市（参加者53名）
  - 主な講師：石黒浩、根上生也、前田恵一、元村有希子
- 第32回　　2011年8月14日～19日　京都府京都市
  - 主な講師：小黒一正、河東泰之、北川進、沙川貴大、内匠透、野尻美保子、吉信康夫
- 第33回　　2012年8月6日～11日　神奈川県川崎市
  - 主な講師：大前学、河崎洋志、塩谷隆、夫紀恵、松澤暢、松本義久、吉田直紀
- 第34回　　2013年8月12日～16日　岩手県滝沢村
  - 主な講師：香取秀俊、金子邦彦、照井一成、羽原靖晃、村島未生
- 第35回　　2014年8月17日～22日　茨城県つくば市
  - 主な講師：内出崇彦、酒井敏、高安美佐子、初貝安弘、藤嶋昭、松前ひろみ
- 第36回　　2015年8月15日～19日　京都府京都市
  - 主な講師：砂田利一、村山斉、岡島礼奈、中田陽介、早川卓志
- 第37回　　2016年8月14日～18日　山梨県上野原市
  - 主な講師：大矢根綾子、黒川信重、島田敏宏、正田亜八香、広瀬茂男
- 第38回　　2017年8月11日～15日　北海道函館市近郊
  - 主な講師：広中平祐、小久保英一郎、河東泰之、作道直幸、寺沢憲吾
- 第39回　　2018年8月8日～12日　福岡県福岡市近郊
  - 主な講師：加藤文元、川嶋健嗣、瀬々潤、土岡俊介、森田浩介
- 第40回　　2019年8月12日～16日　埼玉県
  - 主な講師：今井直毅、上田泰己、榎戸輝揚、桂木洋光、坂井豊貴、渡辺澄夫

## 数理の翼冬季セミナー
本法人が主催する、数理科学に強い意欲・関心を持つ高校生（一部大学生）を対象とした合宿セミナーである。日本全国各地から数学・理科等に優れた素質と強い関心を持つ高校生・大学生等が招待される。

### 過去の数理の翼冬季セミナー
- 第1回　　2007年1月4日〜6日　　東京都文京区
  - 講師：甘利俊一，柴田直，萩田真理子
- 第2回　　2010年1月4日〜6日　　東京都文京区
  - 講師：佐々真一，濱田幸一，作道直幸
- 第3回　　2012年1月4日〜6日　　東京都文京区
  - 講師：黒田真也，山海嘉之

## 関連書籍
- 心とコンピュータ（広中平祐企画監修、養老孟司・吉成真由美・北野宏明・利根川進・松本元著、ジャストシステム刊、1995年）
  - 第15回数理の翼夏季セミナーの講義録の一部を単行本化したもの。